# Bahnstrecke Prundu Bârgăului–Vatra Dornei
| |                      |                                         |                                         |
| Kursbuchstrecke (CFR): | 502/516              |                                         |                                         |
| Streckenlänge: | 71 km                |                                         |                                         |
| Spurweite: | 1435 mm (Normalspur) |                                         |                                         |
| Stromsystem: | 25 kV 50 Hz ~        |                                         |                                         |
| |                      |                                         |                                         |
| \| \| \| von Bistrița \| \| \| \| 83,371 \| Prundu Bârgăului früher Borgóprund \| Prundu Bârgăului früher Borgóprund \| \| \| \| nach Bistrița Bârgăului \| \| \| \| \| Tiha Bârgăului früher Borgótiha \| \| \| \| \| Macaz \| \| \| \| \| Tureac früher Turjágó \| \| \| \| \| Mureșeni früher Marosborgó \| \| \| \| \| Valea Străjii \| \| \| \| \| Cicera \| \| \| \| \| Cărare \| \| \| \| \| Tihuța \| \| \| \| \| Măgura \| \| \| \| \| Mânăstirea Fântânelelor \| \| \| \| \| Șendroaia \| \| \| \| \| Dorna Mică \| \| \| \| 141,811 \| Dornișoara früher Dorna-völgy \| Dornișoara früher Dorna-völgy \| \| \| \| ehem. Grenze Ungarn-Österreich \| \| \| \| 136,000 \| Dorna Burcut \| Dorna Burcut \| \| \| 129,024 \| Poiana Stampei früher Pojana-Stampi \| Poiana Stampei früher Pojana-Stampi \| \| \| ~125 \| Turbăria Stampei \| Turbăria Stampei \| \| \| ~122 \| Podu Coșnei \| Podu Coșnei \| \| \| \| von Ilva Mică \| \| \| \| 119,500 \| Floreni \| Floreni \| \| \| 115,010 \| Dorna Candrenilor früher Dorna-Kandreny \| Dorna Candrenilor früher Dorna-Kandreny \| \| \| \| Dorna \| \| \| \| 113,051 \| Roșu \| Roșu \| \| \| \| Dorna \| \| \| \| 108,872 \| Vatra Dornei Băi früher Dorna-Watra \| Vatra Dornei Băi früher Dorna-Watra \| \| \| \| nach Câmpulung Moldovenesc \| \| |                      |                                         |                                         |
| Strecke |                      | von Bistrița                            | von Bistrița                            |
| Haltepunkt / Haltestelle | 83,371               | Prundu Bârgăului früher Borgóprund      | Prundu Bârgăului früher Borgóprund      |
| Abzweig ehemals geradeaus und nach rechts |                      | nach Bistrița Bârgăului                 | nach Bistrița Bârgăului                 |
| Haltepunkt / Haltestelle (Strecke außer Betrieb) |                      | Tiha Bârgăului früher Borgótiha         | Tiha Bârgăului früher Borgótiha         |
| Haltepunkt / Haltestelle (Strecke außer Betrieb) |                      | Macaz                                   | Macaz                                   |
| Haltepunkt / Haltestelle (Strecke außer Betrieb) |                      | Tureac früher Turjágó                   | Tureac früher Turjágó                   |
| Haltepunkt / Haltestelle (Strecke außer Betrieb) |                      | Mureșeni früher Marosborgó              | Mureșeni früher Marosborgó              |
| Haltepunkt / Haltestelle (Strecke außer Betrieb) |                      | Valea Străjii                           | Valea Străjii                           |
| Haltepunkt / Haltestelle (Strecke außer Betrieb) |                      | Cicera                                  | Cicera                                  |
| Haltepunkt / Haltestelle (Strecke außer Betrieb) |                      | Cărare                                  | Cărare                                  |
| Haltepunkt / Haltestelle (Strecke außer Betrieb) |                      | Tihuța                                  | Tihuța                                  |
| Haltepunkt / Haltestelle (Strecke außer Betrieb) |                      | Măgura                                  | Măgura                                  |
| Haltepunkt / Haltestelle (Strecke außer Betrieb) |                      | Mânăstirea Fântânelelor                 | Mânăstirea Fântânelelor                 |
| Haltepunkt / Haltestelle (Strecke außer Betrieb) |                      | Șendroaia                               | Șendroaia                               |
| Haltepunkt / Haltestelle (Strecke außer Betrieb) |                      | Dorna Mică                              | Dorna Mică                              |
| Haltepunkt / Haltestelle Strecke bis hier außer Betrieb | 141,811              | Dornișoara früher Dorna-völgy           | Dornișoara früher Dorna-völgy           |
| ehemalige Grenze |                      | ehem. Grenze Ungarn-Österreich          | ehem. Grenze Ungarn-Österreich          |
| Haltepunkt / Haltestelle | 136,000              | Dorna Burcut                            | Dorna Burcut                            |
| Haltepunkt / Haltestelle | 129,024              | Poiana Stampei früher Pojana-Stampi     | Poiana Stampei früher Pojana-Stampi     |
| Haltepunkt / Haltestelle | ~125                 | Turbăria Stampei                        | Turbăria Stampei                        |
| Haltepunkt / Haltestelle | ~122                 | Podu Coșnei                             | Podu Coșnei                             |
| Abzweig geradeaus und von links |                      | von Ilva Mică                           | von Ilva Mică                           |
| Bahnhof | 119,500              | Floreni                                 | Floreni                                 |
| Haltepunkt / Haltestelle | 115,010              | Dorna Candrenilor früher Dorna-Kandreny | Dorna Candrenilor früher Dorna-Kandreny |
| Brücke über Wasserlauf |                      | Dorna                                   | Dorna                                   |
| Haltepunkt / Haltestelle | 113,051              | Roșu                                    | Roșu                                    |
| Brücke über Wasserlauf |                      | Dorna                                   | Dorna                                   |
| Bahnhof | 108,872              | Vatra Dornei Băi früher Dorna-Watra     | Vatra Dornei Băi früher Dorna-Watra     |
| Strecke |                      | nach Câmpulung Moldovenesc              | nach Câmpulung Moldovenesc              |

Die Bahnstrecke Prundu Bârgăului–Vatra Dornei oder k. u. k. Kraftwagenbahn No. 1 ist eine nur noch teilweise existierende Bahnstrecke in Rumänien. Sie verlief von Siebenbürgen in die Bukowina und überquerte dabei einen Kamm der Ostkarpaten.

## Geschichte

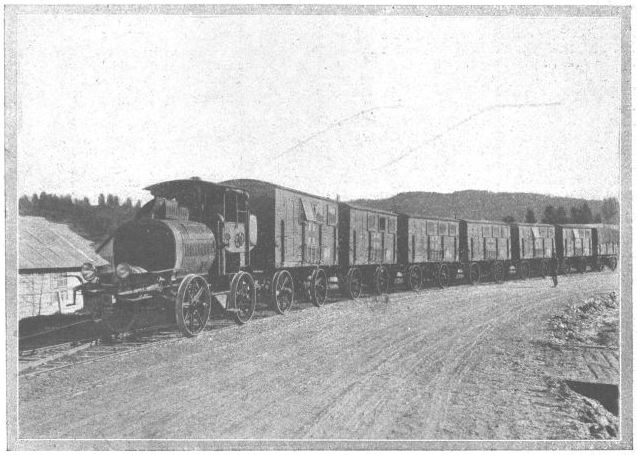
Sanitätszug der Kraftwagenbahn auf dem Tihuța-Pass

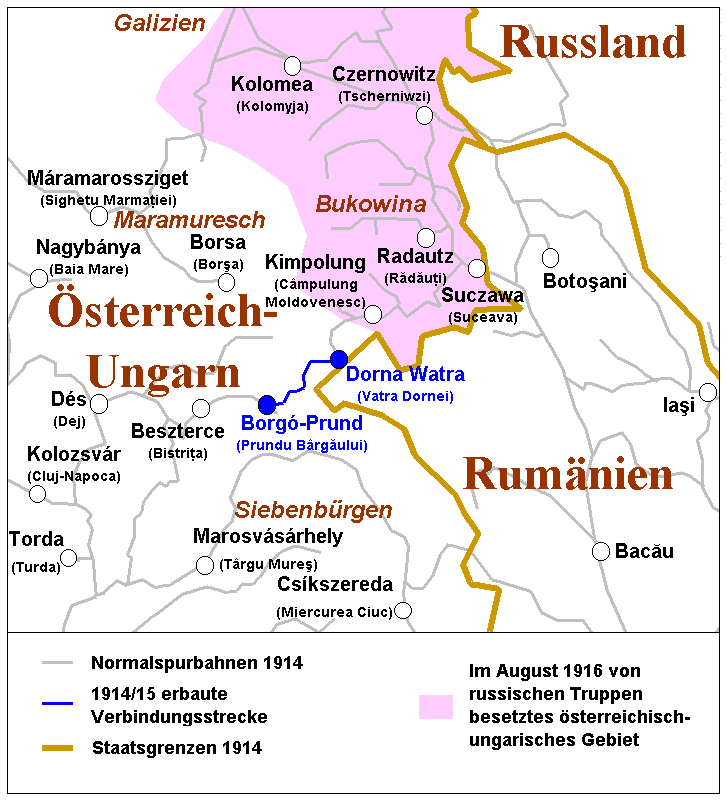
Die 1914/1915 erbaute Strecke von Borgó-Prund nach Dorna Watra

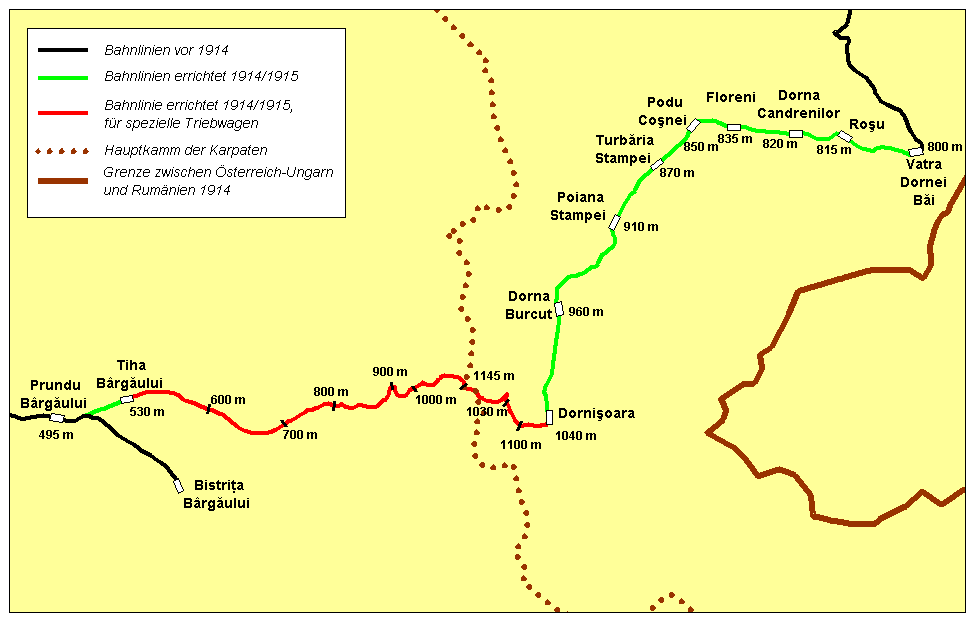
Strecke mit Höhenangaben

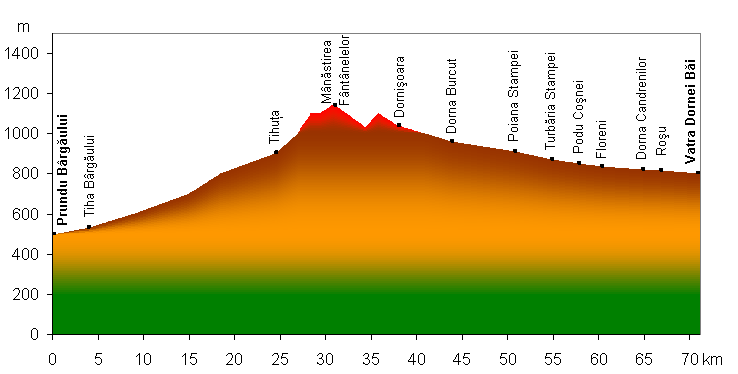
Höhenprofil

Während der Entstehung der Bahnstrecke lag diese auf dem Territorium der habsburgischen Doppelmonarchie.
Die damals zum österreichischen Reichsteil gehörende Bukowina war auf dem Schienenweg von Wien oder Budapest aus nur über die durch Galizien führende Linie von Lemberg nach Czernowitz zu erreichen. Die Bahnstrecke von Hatna nach Kimpolung (eröffnet 1888) und deren Fortsetzung nach Dorna Watra (eröffnet 1902) waren unter anderem mit dem Ziel gebaut worden, eine Verbindung nach Ilva Mică in Nordsiebenbürgen zu schaffen. Entsprechende Pläne existierten seit 1898, scheiterten aber an den finanziellen Anforderungen.
Mit dem Ausbruch des Ersten Weltkrieges 1914 wurde die Problematik der fehlenden Eisenbahnverbindung zwischen Siebenbürgen und der Bukowina akut. Russische Truppen besetzten noch im gleichen Jahr weite Teile Galiziens und unterbrachen somit die Strecke zwischen der Bukowina und dem übrigen Teil Österreich-Ungarns. Die im Süden der Bukowina stehende 7. Armee unter General Karl von Pflanzer-Baltin war von allen modernen Transportwegen abgeschnitten. Die zuständigen österreichisch-ungarischen Behörden veranlassten den Bau einer provisorischen Eisenbahn über die Karpaten. Die gebotene Eile erlaubte nicht die Errichtung von Tunneln oder größeren Brücken. Man erwog zwei Varianten: zum einen eine Verbindung von Borșa über den Prislop-Pass nach Jakobeny (heute Iacobeni) im Tal der Goldenen Bistritz sowie eine Bahn aus dem Tal der Bistritz über die Region des Tihuța-Passes nach Dorna Watra (heute Vatra Dornei) und baute schließlich beide Strecken.
Die Bauarbeiten am Tihuța-Pass wurden am 1. Dezember 1914 aufgenommen. An der Bahnlinie arbeiteten ca. 300 Zivilisten sowie etwa 5600 Kriegsgefangene. Sie wurde in Normalspur (1435 mm) errichtet, wies aber 230 Kurven sowie Steigungen bis zu 8 % auf und verlief über weite Strecken entlang der 1848 errichteten Straße über den Tihuța-Pass. Der höchste Punkt der Strecke lag auf 1145 Metern Höhe. In der Nähe von Dornișoara (früher Dorna-völgy) wurde dabei die Grenze zwischen dem österreichischen und dem ungarischen Reichsteil überschritten.
Am 15. August 1915 wurde die Bahnstrecke eröffnet. Für die außergewöhnliche Steigung wurden auf dem Teilstück von Tiha Bârgăului nach Dornișoara spezielle benzin-elektrisch betriebene Triebwagen eingesetzt. Diese Triebwagen besaßen eine Leistung von 150 PS.  Jeder Zug bestand aus vier oder fünf Wagen und hatte eine Transportkapazität von 30 bis 50 Tonnen. Von Prundu Bârgăului nach Tiha Bârgăului sowie von Dornișoara nach Dorna Watra verkehrten normale Züge.
Die militärische Lage Österreich-Ungarns besserte sich 1915 deutlich. Trotzdem wurde die neue Strecke für militärische Transporte benutzt. Auch Lebensmittel wurden zu Beginn des Jahres 1916 aus dem damals noch neutralen Rumänien nach Österreich-Ungarn gebracht.
Die russische Brussilow-Offensive im Jahr 1916 unterbrach die galizischen Eisenbahnen erneut; der provisorischen Strecke kam eine immer größer werdende Bedeutung in der Versorgung der österreichisch-ungarischen Truppen zu. Da die russische Armee von Norden und Osten immer weiter auf Dorna Watra vorrückte, evakuierten die österreichischen Behörden im Jahr 1916 45 Lokomotiven und zahlreiche Waggons über die hier beschriebene Bahnstrecke, um sie vor dem russischen Zugriff zu retten. Auch 25.000 verwundete Soldaten und 30.000 zivile Flüchtlinge konnten so aus der Bukowina herausgebracht werden.   Obwohl die Bahnstrecke Normalspurbreite hatte, konnten die zu evakuierenden, auf normalen Linien eingesetzten Loks und Waggons wegen der starken Steigung und der engen Kurvenradien nicht direkt die hier beschriebene Strecke befahren, sondern mussten in Dornișoara in Einzelteile zerlegt, auf die speziellen Züge verladen und in Tiha Bârgăului wieder zusammengebaut werden.
Im September 1917 verkehrten pro Tag 14 Zugpaare (gegenüber 5 im Jahr 1915). Durch die Friedensverträge von Brest-Litowsk und Bukarest zu Beginn des Jahres 1918 verlor die Strecke ihre unmittelbare militärische Bedeutung, wurde von den österreichisch-ungarischen Behörden jedoch weiter als Transportmittel genutzt. Gleichzeitig wurde mit konkreten Planungen für eine dauerhafte Karpatenüberquerung zwischen Ilva Mică und Dorna Watra begonnen. Kurz vor Kriegsende – im Oktober 1918 – war die Strecke mit 7 Triebwagen und 92 Waggons ausgestattet. Die Situation änderte sich mit dem Zusammenbruch Österreich-Ungarns im Oktober/November 1918. Sowohl die Bukowina als auch Siebenbürgen gelangten zu Rumänien. Zuvor wurden von den Österreichern und Ungarn sowohl die Strecke als auch die Lokomotiven und Waggons zerstört.
Am 15. Januar 1919 übernahm die rumänische Staatsbahngesellschaft CFR die Strecke und begann mit der Wiederherstellung. Die zerstörten Lokomotiven und Waggons wurden in Werkstätten in Cluj, Dej und Apahida repariert. Am 8. Juni 1922 konnte die Strecke wiedereröffnet werden. Von Tiha Bârgăului nach Dornișoara (34 km) dauerte eine Fahrt 2 ½ Stunden. Zwischen beiden Orten waren elf weitere Haltestellen eingerichtet.
Nach der Inbetriebnahme der Bahnstrecke Ilva Mică–Floreni, deren Bau sich seit 1924 hingezogen hatte, wurde der Abschnitt von Tiha Bârgăului nach Dornișoara am 18. Dezember 1938 stillgelegt, das mit normalen Zügen befahrbare Teilstück von Dornișoara nach Vatra Dornei dagegen weiter genutzt. Der stillgelegte Abschnitt wurde in den Jahren 1939/40 demontiert.

## Aktuelle Situation
Der Abschnitt von Prundu Bârgăului bis Dornișoara existiert nicht mehr. Das eingleisige, nicht elektrifizierte Teilstück von Dornișoara nach Floreni dient vorwiegend für den Güterverkehr (insbesondere Holz); daneben verkehren derzeit (2010) zwei Nahverkehrszüge pro Tag und Richtung. Der Abschnitt von Floreni nach Vatra Dornei ist eingleisig und elektrifiziert. Er ist Teil der Kursbuchstrecke 502 von Suceava nach Ilva Mică und damit einer wichtigen Verbindung zwischen Siebenbürgen und der Bukowina. Es verkehren etwa vier Nahverkehrs- und sechs Schnellzüge pro Tag und Richtung.